# Mon oncle Benjamin
Mon oncle Benjamin is een Franse komische film van Edouard Molinaro uit 1969, met Jacques Brel, Claude Jade en Bernard Alane in de hoofdrollen. Het is een verfilming van de negentiende-eeuwse gelijknamige roman van Claude Tillier (1801-1844).

## Verhaal
Het verhaal speelt zich af in Frankrijk ergens in de achttiende eeuw. Plattelandsdokter Benjamin leidt een zorgeloos leventje als rokkenjager, zonder zich veel zorgen te maken over zijn patiënten. Hij ligt voortdurend overhoop met de lokale adel. Wanneer hij een keer vernederd wordt door de markies, neemt hij wraak door een reeks van amoureuze escapades, tot hij verbannen wordt. 

## Rolverdeling
| Acteur        | Personage                                          |
| ------------- | -------------------------------------------------- |
| Jacques Brel  | dr. Benjamin Rathery                               |
| Claude Jade   | Manette                                            |
| Bernard Alane | Vicomte Hector de Pont-Cassé                       |
| Rosy Varte    | Bettine Machecourt                                 |
| Paul Frankeur | dr. Minxit                                         |
| Alfred Adam   | Sergeant                                           |
| Bernard Blier | markies de Cambyse                                 |
| Robert Dalban | Jean-Pierre, de herbergier en de vader van Manette |